# Leptin
Leptin (grško leptos - tanek) je peptidni hormon, ki ga izločajo v glavnem celice belega maščevja . Pomembno vlogo ima pri uravnavanju sprejemanja in porabe energije, še posebej pri uravnavanju apetita. Zaradi tega deluje primarno na predel hipotalamusa, ki nadzoruje apetit. Odsotnost leptina (ali njegovih receptorjev) ali neodzivnost na leptin privede do nenadzorovanega vnosa hrane, kar povzroči debelost.

## Zgodovina
Učinki leptina so bili prvič opazovani pri miših z mutacijo v genu OB leta 1950. Gen za so poimenovali po debelosti (iz angleščine obese - debel). Miši z mutacijo na obeh alelih so izkazovale vedenjske in fiziološke značilnosti sestradane živali: raven kortizola je bila zvišana, niso bile zmožne vzdrževati telesne temperature, se niso parile, zrasle so nadpovprečno in so bile nenasitne. Zaradi slednjega lahko tehtajo tudi do trikrat več od navadnih miši. Imajo tudi presnovne motnje, ki so zelo podobne sladkorni bolezni ter imajo insulinsko rezistenco. Podobni učinki so bili opaženi pri miših, ki so imele mutacijo na obeh alelih gena DB, ki pa nosi zapis za leptinski receptor.
Leptin je leta 1994 odkril Jeffrey M. Friedman s sodelavci na Univerzi Rockefeller preko raziskav na miših.

## Biosinteza
Leptin je peptidni hormon, sestavljen iz 167 aminokislin. Gen za leptin se nahaja na 7. kromosomu. Glavno mesto sinteze so bele maščobne celice (adipociti), zato spada med adipokine. Raven leptina v krvnem obtoku je sorazmerna s celokupno maso maščevja v telesu.
Poleg belega maščevja so pomembnejša mesta sinteze tudi rjavo maščevje, posteljica (natančneje sinciciotrofoblasti), jajčniki, skeletne mišice, želodec (žleze v spodnjem delu želodčnega svoda, pa tudi v pepsinogenih celicah in celicah P/D1), epitelne celice dojk, kostni mozeg, hipofiza in jetra.

## Funkcije
Leptin prenaša sporočilo o zadostnosti maščobnih rezerv in zavira privzem hrane (tj. energije) ter zveča porabo energije. Deluje na receptorje v hipotalamusu, kjer zavira apetit. Poleg tega deluje tudi na simpatično živčevje in s tem poveča krvni pritisk, srčni utrip in netresavo termogenezo v belih maščobnih celicah preko razklopitve dihalne verige od oksidativne fosforilacije, kar torej porablja energijo shranjeno v maščevju.
Med spanjem vpliva na raven leptina tudi melatonin. Prvotno je bilo predlagano, da povečana količina melatonina povzroči zmanjšanje ravni leptina. Novejše raziskave so pokazale, da melatonin deluje na inzulin, to pa povzroči z inzulinom spodbujeno izražanje leptina, kar zmanjša apetit med spanjem.

### Evolucijski pogled
V evolucijskem pogledu se je leptinski sistem verjetno razvil za prilagoditev aktivnosti in presnove živali v primeru pomanjkanju hrane ter stradanja in ne kot sredstvo za omejevanje telesne teže. Znižanje ravni leptina zaradi pomanjkanje hranilnih snovi obrne oz. prekine proces termogeneze, kar omogoči shranjevanje maščobnih rezerv. Poleg tega leptin preko delovanja na hipotalamus zmanjša proizvodnjo ščitničnih hormonov (kar upočasni bazalno presnovo) in spolnih hormonov (kar zmanjšuje potrebo po parjenju) ter poveča proizvodnjo glukokortikoidov, kar mobilizira sisteme za izkoriščanje telesnih rezerv energije. V jetrih in mišicah leptin preko delovanja na z AMP aktiviran protein-kinazo (AMPK) zavre sintezo maščobnih kislin in aktivira oksidacijo le-teh. Vsi omenjeni učinki prispevajo k zmanjšanju porabe energije za nepotrebne procese in povečanju učinkovitosti izrabe endogenih rezerv energije, kar po vsej verjetnosti omogoči živali preživetje ob pomanjkanju hrane.

### Druge funkcije

#### Aktivnost pljučnega surfaktanta
V pljučih plodu začnejo alveolarni intersticijski fibroblasti (lipofibroblasti) izločati leptin pod vplivom delovanja hormona PTHrP, ki ga izločajo celice alveolarnega epitela zaradi raztegnitve. Leptin deluje na pnevmocite tipa II in tako inducira izločanje surfaktanta.

#### Razvoj
Domnevamo, da je leptin nujen za normalni razvoj povezav med hipotalamičnimi nevroni. Na miših je bilo dokazano, da se živčna vlakna razvijajo počasneje v odsotnosti leptina.

## Mehanizem delovanja
Leptin deluje na receptorje v arkuatnem jedru v hipotalamusu, natančneje anoreksigene nevrone, ki zavirajo apetit. Omenjeni nevroni proizvajajo α-melanocite stimulirajoči hormon (α-MSH). Slednji prenese sporočilo do naslednjih nevronov o zaviranju apetita. Leptin deluje hkrati zaviralno na oroksigene nevrone, ki spodbujajo apetit in proizvajajo nevropeptid Y (NPY), upoštevati pa je treba tudi medsebojno delovanje med omenjenima skupinama nevronov.
Na molekulski ravni je sistem prevajanja leptinskega signala podoben tistim pri rastnih dejavnikih in interferonih; gre torej za t. i.  sistem JAK-STAT. Leptinski receptor je sestavljen iz dveh enot. Po vezavi leptina se receptor dimerizira (tj. enoti se povežeta), na znotrajcelični (intracelularni) domeni pa Janusova kinaza (JAK) fosforilira tirozinski (Tyr) ostanek na obeh enotah (monomerih). Fosforilirana ostanka postaneta pritrditveno mesto za tri  beljakovine STAT (STAT 3, 5 in 6), ki prevajajo signal in aktivirajo prepisovanje oz. transkripcijo (iz angleščine signal transducer and activators of transcription). Ista Janusova kinaza fosforilira Tyr ostanke na STAT-ih, slednji pa nato prav tako dimerizirajo in potujejo v notranjost jedra, kjer se vežejo na določena zaporedja na DNK in spodbujajo izražanje tarčnih genov, kot je gen POMC, ki nosi zapis (kodira) za α-MSH.
Netresava termogeneza je posledica spodbuditve izražanja gena UCP-1, ki nosi zapis za termogenin. Leptin namreč stimulira določene nevrone v arkuatnem jedru, nato pa se preko simpatičnega živčevja prenesejo signali do maščevja, pri katerih pride do povečanega sproščanja noradrenalina, ki deluje na β-3 adrenergične receptorje na maščobnih celicah.

## Rezistenca na leptin in debelost
Odsotnost leptina, njegovih receptorjev ali neodzivnost na leptin privede do nenadzorovanega vnosa hrane in vodi v debelost. Čeprav leptin zavira apetit, imajo debeli ljudje nenavadno visoko raven leptina v krvi. Ti ljudje so neodzivni na leptin, podobno kakor so ljudje z diabetesom tipa II na insulin. Raziskave na miših so pokazale, da lahko neodzivnost povzroči tudi vnos prevelikih količin fruktoze.